# Gabriele Falloppio
Gabriele (o Gabrielle) Falloppio o Falloppia (Modena, 1523 circa – Padova, 9 ottobre 1562) è stato un anatomista, botanico, medico e naturalista italiano.

## Biografia

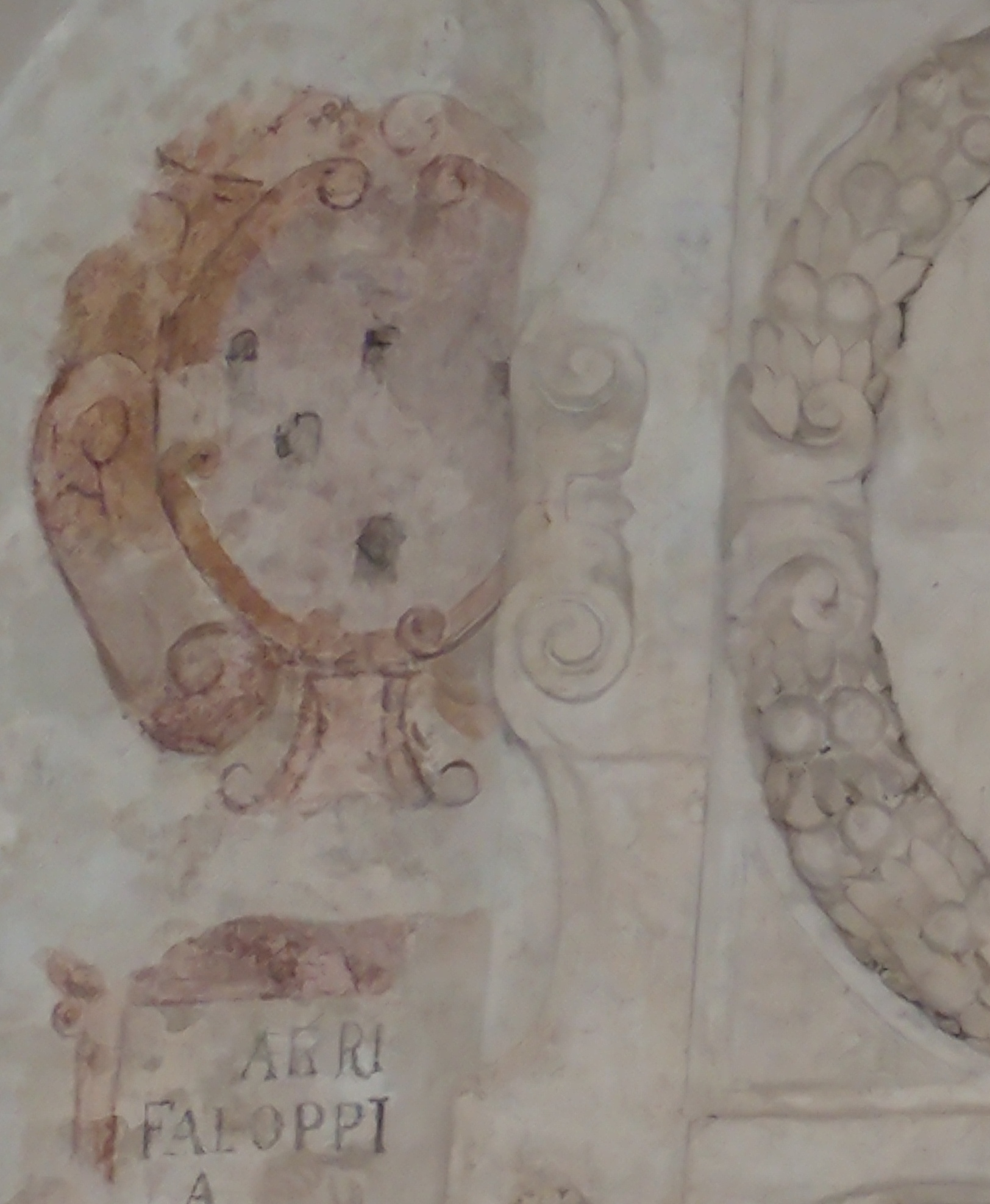
Stemma di Gabriele Falloppio nel cortile antico dell'Università di Padova.

Figlio di un mercenario caduto in rovina e morto di sifilide, Falloppio studiò inizialmente da autodidatta essendo privo di mezzi, ma le sue prime esperienze chirurgiche non furono coronate da successo. Fu grazie all'aiuto dello zio don Lorenzo Bergomozzi (anch'egli poi morto di sifilide) che poté trasferirsi a Ferrara nel 1545, per frequentare la locale università sotto la guida del medico Antonio Musa Brasavola. Gli storici Filippo Tomasini, Nicola Papadopoli e Pietro Tosoni non escludono però che abbia frequentato in quel periodo anche l’Università di Padova come uditore, se non come studente iscritto, e che abbia avuto modo di entrare in contatto con un contesto fortemente segnato dal metodo anatomico rivoluzionario di Andrea Vesalio e dei suoi successori. Tomasini in particolare fonda le sue affermazioni sull’esistenza nel cortile antico di quell'università di uno stemma appartenente ai Falloppia; stemma di cui non era rimasta traccia ma che è riemerso in tempi moderni in seguito al restauro degli stemmi studenteschi del cortile antico.
Nel 1547 divenne professore di farmacia presso l'ateneo estense, mentre nel 1548 accettò la cattedra di anatomia all'Università di Pisa su invito di Cosimo I de' Medici. In questa sede, assecondato dal duca molto ben disposto nei suoi confronti, eseguì prove di tossicologia con l'oppio sui rei condannati fino a provocarne la morte. La qual cosa gli causò più tardi l'accusa di vivisezione sull'uomo a scopo di studio, anche se non ci sono prove che abbia eseguito dissezioni su corpi ancora vivi. Divenuto famoso per la sua scienza e la sua erudizione, nel 1551 venne chiamato a Padova per ricoprire la cattedra di chirurgia e anatomia e quella di botanica. Il periodo padovano costituì l'apice della sua carriera professionale, potendo contare su di un clima culturale estremamente stimolante, soprattutto in campo scientifico. Qui si fece presto apprezzare da studenti e colleghi anche per la non comune rettitudine morale: "Egli visitava i malati, li confortava et se avevano bisogno si dava ad accattare per loro". A Padova rimase fino alla morte ed ebbe tra i suoi allievi Girolamo Fabrici d'Acquapendente (ideatore del celebre Teatro anatomico di Padova), Marcello Capra, Antonio Minutoli e Volcher Coiter.

### L'opera

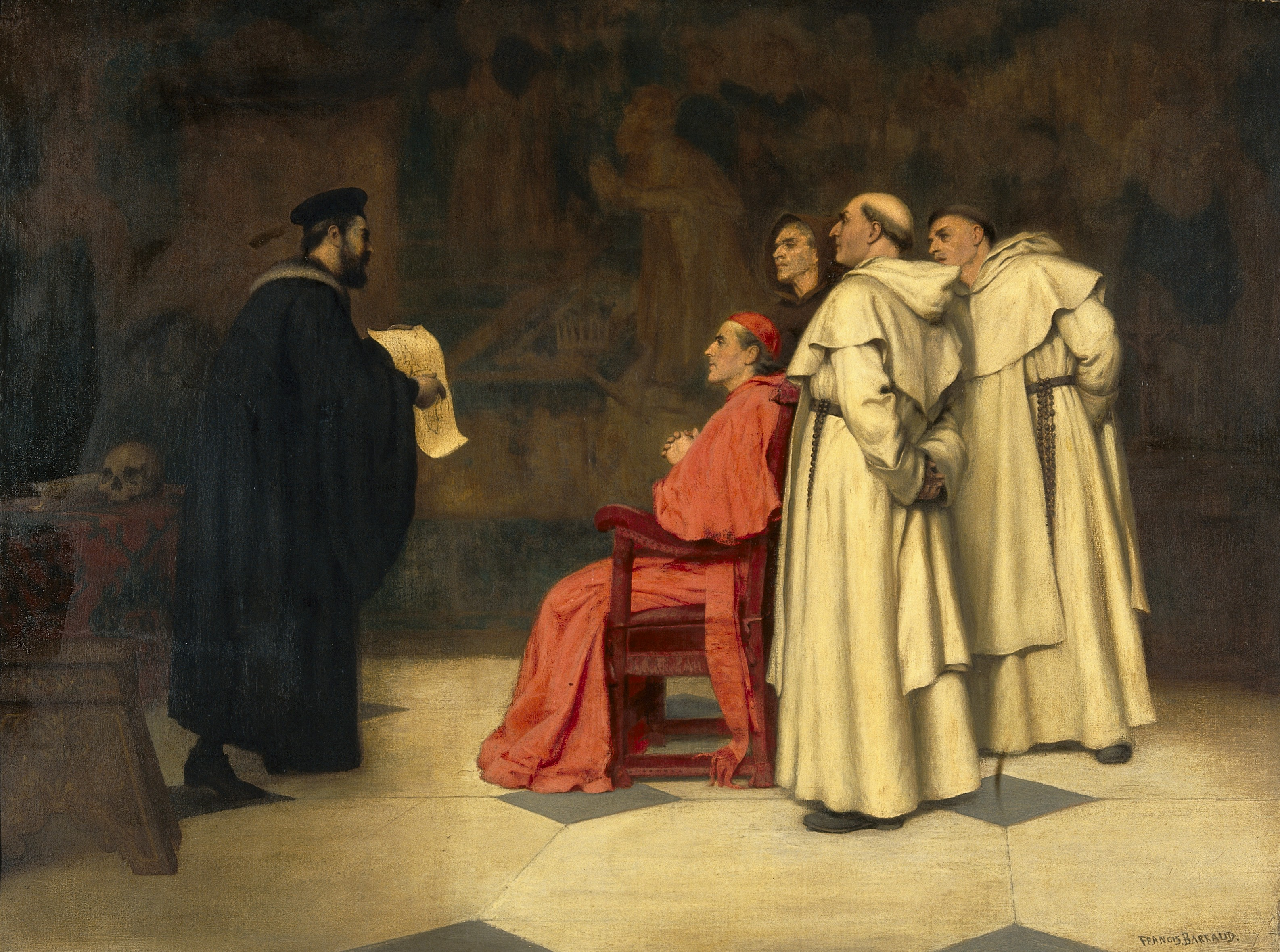
Francis James Barraud, Gabriele Falloppio espone una delle sue scoperte al Cardinale Duca di Ferrara

L'importanza assunta da Falloppio nella storia dell'anatomia consiste essenzialmente nell'aver impiegato in maniera rigorosa il nuovo metodo di Vesalio, secondo il quale la conoscenza anatomica deve basarsi essenzialmente sulla dissezione del corpo umano e non, o quantomeno non soltanto, sulle osservazioni degli antichi, che spesso si limitavano alla dissezione degli animali.
Le sue abilità dissettorie si mostrarono così elevate da mettere in discussione perfino alcune descrizioni dello stesso Vesalio. L'osservazione diretta e libera da preconcetti dottrinali gli consentì da una parte di impostare una critica costruttiva delle opere dei suoi predecessori e dall'altra di compiere numerose nuove scoperte anatomiche, con contributi importanti nei campi dell'osteologia e della miologia. Celebre è rimasta l’esatta descrizione da lui compiuta per la prima volta dell'apparato riproduttivo femminile, in particolare la scoperta di quei dotti seminali che in suo onore furono poi chiamati tube di Falloppio, ma si dovette attendere fino alla fine del XVII secolo perché venisse riconosciuta la validità di tale scoperta. Notevoli anche le sue descrizioni dell'apparato riproduttivo maschile, dei muscoli oculomotori, della chorda tympani, della chiocciola ossea e dell'acquedotto del vestibolo. Nel 1561 pubblicò la sua unica opera originale rimastaci, le Observationes anatomicae: lo fece in fretta e furia, per evitare che altri si attribuissero il merito delle sue scoperte, come già stava accadendo. Era sua intenzione ripubblicarla con un adeguato apparato iconografico, sull'esempio dell'opera di Vesalio, ma la morte prematura non glielo consentì. Nonostante ciò, le Observationes riscossero un successo immediato, a giudicare anche dalle successive edizioni.
Molte delle sue lezioni, particolarmente nel campo della chirurgia e della terapeutica, furono pubblicate postume sulla base degli appunti dei suoi allievi: lavori non autografi, quindi, ma considerati comunemente molto vicini al pensiero originale dell'autore. In particolare nel 1565 vennero pubblicati sempre a Venezia i Secreti diversi et miracolosi, per lungo tempo considerati opera non autentica, ma poi rivalutati come opera del Falloppio con argomenti molto convincenti da Cosamcini ed altri storici della medicina. I Secreti appartengono a un filone molto in voga nel Cinquecento, che proponeva una medicina essenzialmente rivolta ai poveri, basata non su costose sostanze curative ma su ingredienti semplici e facilmente reperibili. Observationes e importanti opere non autografe nei campi dell'anatomia comparata, della botanica,della fisiologia, della farmacologia e della medicina confluirono in seguito nell'Opera omnia, edita nel 1584 a Francoforte "apud Haeredes Andreae Wecheli" e a Venezia "apud Felicem Valgrisium".

### Il medico
I suoi pazienti erano "non di Padova solo, o di Venezia, o dell'altre terre circostanti, ove avea fatto con la sua meravigliosa scientia prove soprahumane, ma di tutta Italia e di tutta Europa". Molti erano i clienti, illustri e non, che lo chiamavano a consulto per la sua perizia e la sua autorità: lo stesso Falloppio li cita nelle sue lettere e durante le sue lezioni. Tra gli altri, papa Giulio III, Alfonso II d'Este, il suo favorito Ercole Zanella e soprattutto Eleonora d'Este, che soffriva nonostante la giovane età di una forma artritica e alla quale Falloppio prescrisse i bagni di Abano. Nel 1559 si rivolse a Falloppio anche Paolo Manuzio, per una malattia cronica agli occhi, ottenendone la guarigione.
Nelle sue lezioni De Morbo Gallico (La malattia francese, nome utilizzato per indicare la sifilide), tenute nel 1555 e pubblicate postume nel 1563, raccomandò l'uso di un dispositivo contro la sifilide che aveva inventato: si trattava di guaine di lino imbevute di una soluzione chimica, lasciate asciugare prima dell'uso, che l'uomo doveva applicare sopra il glande dopo il rapporto sessuale, allo scopo di annientare la materia infetta. Per questo molti storici della medicina gli hanno attribuito l'invenzione del preservativo.

### Il rapporto con Guilandino e la doppia sepoltura

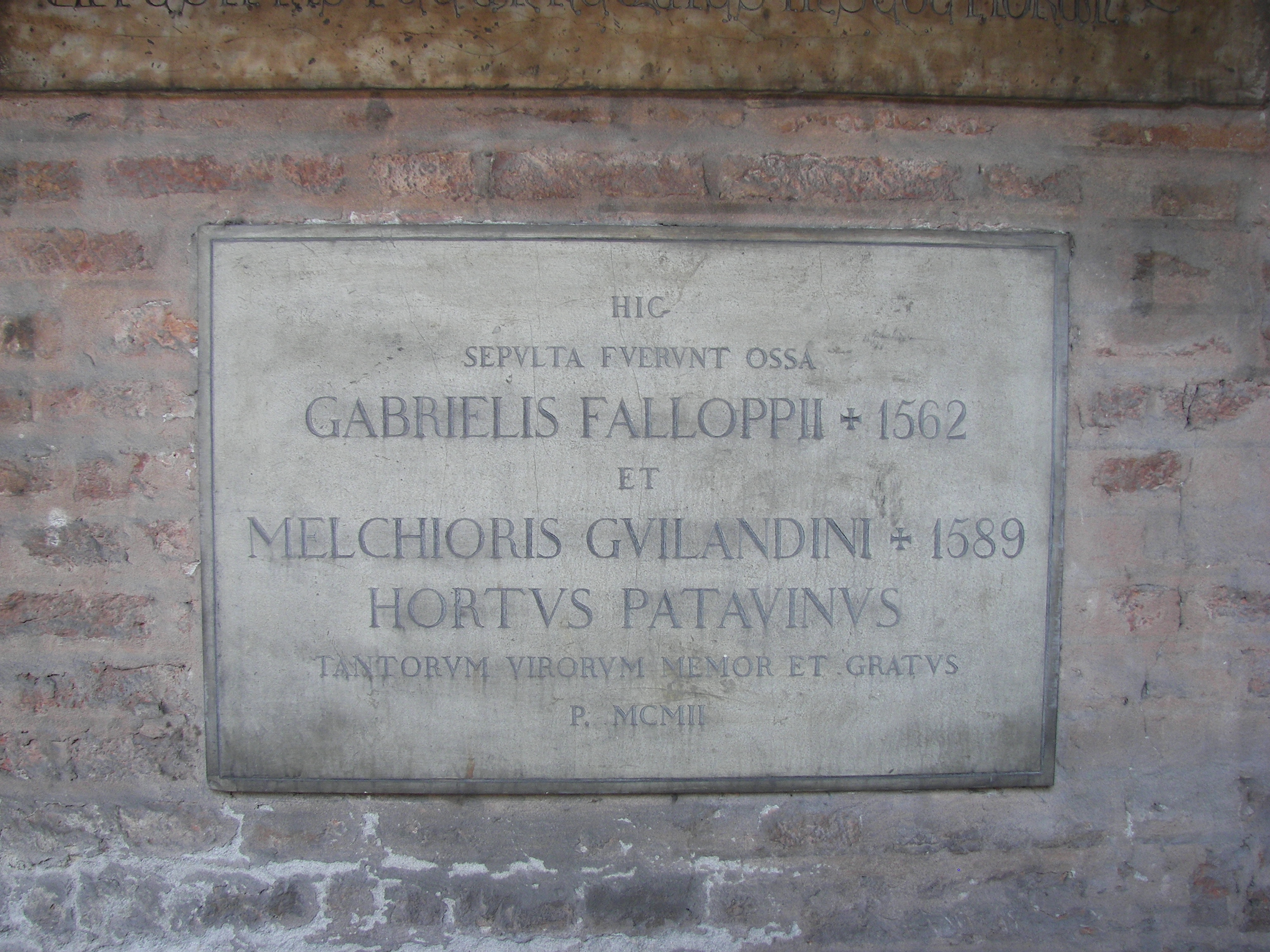
Basilica di Sant'Antonio da Padova - Lapide tombale di Gabriele Falloppio e Melchiorre Guilandino.

Non sembra essere una casualità il fatto che Falloppio sia stato sepolto assieme al botanico prussiano Melchiorre Guilandino in un'unica tomba, nel chiostro del Capitolo della Basilica di Sant'Antonio. Fin dall'arrivo del Guilandino a Padova, i due condivisero la stessa casa, prima in contrada delle Beccherie (attuale via Cesare Battisti) e poi in via del Santo.
Sono diverse le testimonianze che fanno supporre una relazione sentimentale tra i due professori, in particolare nelle lettere tra medici e botanici del tempo. Indicativa ad esempio un'epistola del 1558 indirizzata a Ulisse Aldrovandi da Pier Andrea Mattioli (1558), che riferendosi al Falloppio si esprime in questi termini: «imperò che ama forse più i vitii del suo Guilandino, et la galanteria di così gentile hermafrodito, che la verità et le virtù mie». Qui hermafrodito non è usato in senso letterale, ma per indicare chi svolge la funzione del pathicus nel rapporto omosessuale. E per rafforzarne il significato tale termine viene fatto precedere dall'aggettivo gentile, utilizzato anch'esso in gergo per indicare un uomo dedito alla sodomia passiva (cfr. il caso del memorialista Marino Sanudo, che per i contemporanei era "gentile, anzi gentilissimo", dal nome di budello gentile dato all'epoca al retto).
Ancora Mattioli quando Guilandino partì per il Medioriente per osservare e raccogliere piante a scopo di studio: «…si può credere che essendo questo manigoldo in disgrazia di Iddio per le sue paltronerie, (Dio) l’abbi indotto a fare il viaggio de Costantinopoli per punirlo con un palo come merita un tale sordido hermafrodito delle sue scellerataggini». In quell'occasione Guilandino fu rapito dai pirati algerini e incatenato ai remi delle navi corsare. Falloppio, seppur molto indebolito dalla malattia che cominciava a manifestarsi, mise insieme 200 scudi d'oro e verso la fine del 1560 partì alla volta della Grecia dove consegnò il denaro per riscattare il compagno. Una volta tornato a Padova, Guilandino fu nominato prefetto dell'Orto Botanico (1561) e più tardi fu incaricato di ricoprire anche la cattedra di Botanica (1564).
Morto Falloppio appena trentanovenne di polmonite lobare, figlio di un sifilitico, era come il fratello Giulio di salute piuttosto cagionevole , Guilandino fece incidere una lapide sulla tomba del compagno eretta nella chiesa di Sant'Antonio vicino alla porta settentrionale: FALLOPI HIC TUMULI SOLUS NON CONDERIS URNA / EST PARITER TECUM NOSTRA SEPULTA DOMUS (Falloppio, in questa tomba non verrai sepolto da solo / con te viene sepolta anche la nostra casa). Alla morte di Guilandino il 25 dicembre 1589, questi venne sepolto nel chiostro del Capitolo di Sant'Antonio. In quegli anni la tomba di Falloppio era stata demolita per allargare la porta settentrionale e le sue ossa vennero poste «da una mano pietosa» nella tomba del compagno. Contestando la tesi di Favaro, che nella sua biografia su Falloppio colloca la doppia sepoltura nel XVIII secolo, questa nuova datazione è stata ottenuta incrociando le testimonianze storiografiche (Tomasini, Papadopoli, Gonzati, Archivio Sartori) con i nuovi dati derivanti dall’esame antropologico sui resti della coppia, eseguito durante la ricognizione del professor Vito Terribile Wiel Marin nel 1996.

## Opere

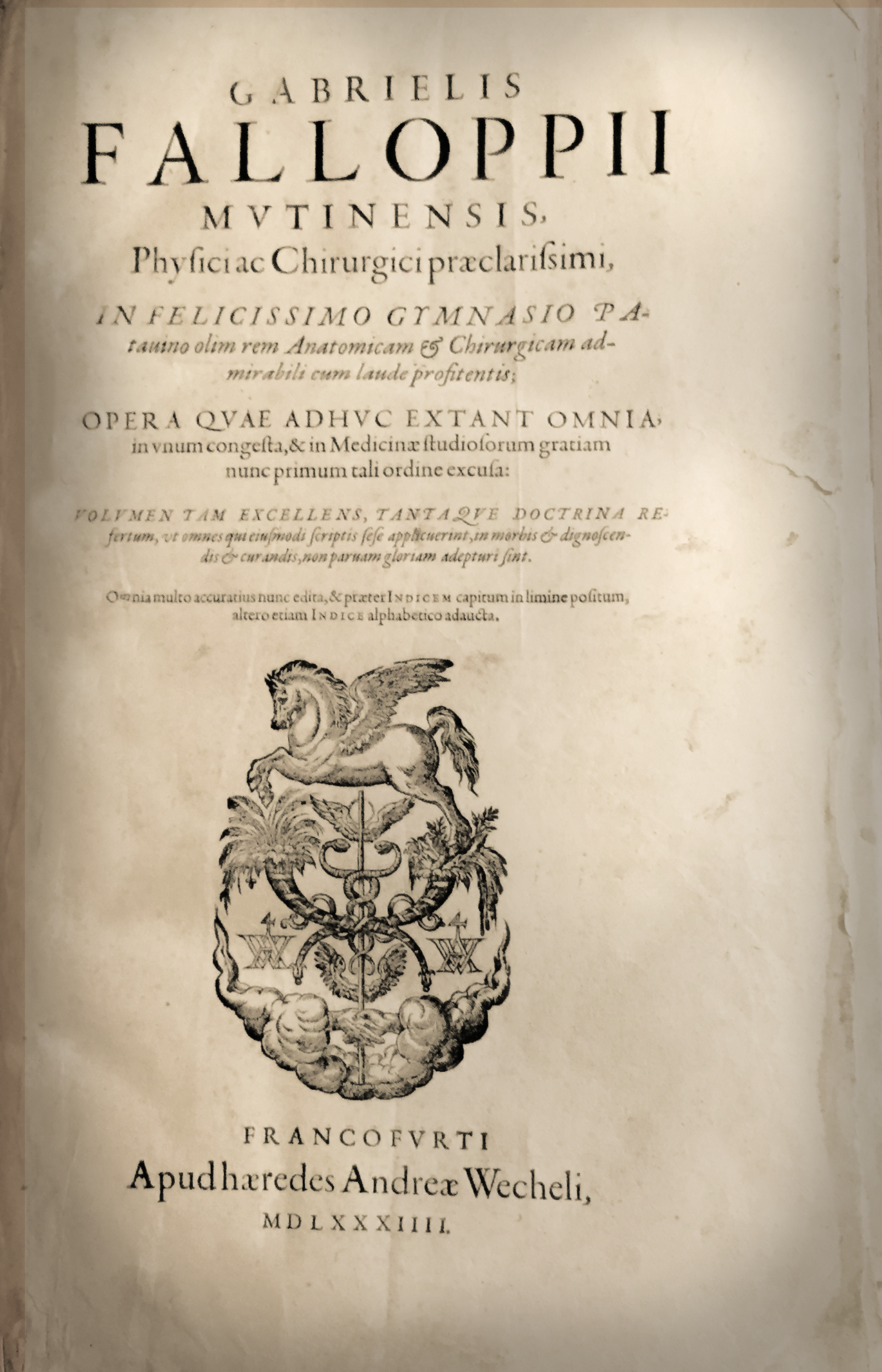
Prima edizione dell'Opera Omnia di Falloppio.

- Observationes anatomicae, Venezia 1561 e 1562, poi Colonia 1562 (on line) e Parigi 1562 (on line)
- Secreti diversi et miracolosi ne' quali si mostra la via facile di risanare le infirmità del corpo humano, Venezia 1563 (on line)
- De medicatis aquis atque de fossilibus, Venezia 1569 (on line)
- De morbo gallico, Venezia 1574 (on line)
- De ulceribus, Venezia 1577 (on line)
- Opera omnia (1584; 1600; 1606).